# Sonia Wieder-Atherton
Pour les articles homonymes, voir Atherton et Wieder.
Sonia Wieder-Atherton, née en 1961 à San Francisco, est une violoncelliste et compositrice française et américaine.

## Biographie

### Famille
Sonia Wieder-Atherton est la fille de Ioana Wieder, réalisatrice française d’origine juive roumaine, et de John Atherton, universitaire américain. Elle grandit à New York puis à Paris. Sa sœur est la monteuse Claire Atherton.

### Formation
Après ses études au Conservatoire national supérieur de musique et de danse de Paris dans les classes de violoncelle de Maurice Gendron et de musique de chambre de Jean Hubeau, elle étudie avec Mstislav Rostropovitch, puis deux ans au Conservatoire Tchaïkovski de Moscou avec Natalia Chakhovskaïa (en).
En 1986, elle obtient une mention au concours de violoncelle Rostropovitch.

### Carrière
Dès lors, elle joue en soliste avec l’Orchestre de Paris, l'Orchestre national de France, l'Orchestre national de Belgique, l'Orchestre philharmonique royal de Liège, l'Orchestre philharmonique d'Israël, l'Orchestre Gulbenkian de Lisbonne, l'Orchestre de chambre de Lausanne, l'Orchestre philharmonique du Luxembourg. Elle est invitée régulièrement par de grands festivals internationaux.
Des compositeurs lui dédient des œuvres : Henri Dutilleux, Georges Aperghis (Le reste du temps, Profils pour le duo qu'elle forme avec Françoise Rivalland), Pascal Dusapin (entre autres un concerto pour violoncelle, Celo), Betsy Jolas, Ivan Fedele, Olivier Penard.
En musique de chambre, avec les pianistes Imogen Cooper, Jean-Claude Pennetier, Laurent Cabasso, les violonistes Raphaël Oleg et Silvia Marcovici (en), l’altiste Gérard Caussé, la percussionniste Françoise Rivalland. En 1999, l'Académie des beaux-arts (France) lui décerne le grand prix Del Duca.
Elle est aussi compositrice et occasionnellement arrangeuse, notamment pour son disque Un divan à New York, de sa compagne pendant des années, Chantal Akerman. Elle compose la musique originale du film L'Amour conjugal de Benoît Barbier (1995).
En mai 2011, elle reçoit le prix des arts de la Fondation Renée-et-Léonce-Bernheim pour les arts, les sciences et les lettres, qui désigne chaque année trois lauréats dont l'œuvre a valeur créatrice dans chacun des domaines des arts.

### Participations événementielles
Le 4 octobre 2014, elle participe à l'édition 2014 de Nuit blanche à Paris.
Le 1er juillet 2018, elle joue des œuvres de Gabriel Fauré, David Zahavi, Max Bruch, Ludwig van Beethoven, Sergueï Rachmaninov, ainsi que la Sarabande de la 2e suite pour violoncelle seul de Jean-Sébastien Bach à l'occasion de la cérémonie d'entrée au Panthéon de Simone Veil et de son mari Antoine.

### Reconnaissance
En 2019, sa version de la sonate Arpeggione de Franz Schubert, enregistrée avec Imogen Cooper, est élue par Elsa Fottorino, Jean-Charles Hoffelé et Yves Riesel comme étant la version de référence, lors de l'émission dominicale de La Tribune des critiques de disques.

### Décorations
- Officière de l'ordre des Arts et des Lettres (2020)[7] ; chevalière en 2015.

## Créations
Sonia Wieder-Atherton est à l’origine de nombreux projets qu’elle conçoit et met en scène :
- Chants juifs, un cycle pour violoncelle et piano ou elle s’inspire de l’art des hazzan.
- Chants d’Est, pour violoncelle et ensemble instrumental, conçu tel un voyage de la Russie à la Mitteleuropa.
- Vita, pour violoncelle seul et trois violoncelles, où elle raconte la vie d’Angioletta-Angel à travers deux génies hors de leur temps, Monteverdi et Scelsi.
- Odyssée pour violoncelle et chœur imaginaire, une femme seule avec son violoncelle accompagnée d’une bande-son, se confronte aux éléments, vent, vagues, chaos, tempêtes...
- Little Girl Blue, from Nina Simone, avec piano et percussions.
- Exil, pour violoncelle, piano et huit voix.
- Chantal ?, une installation qui interroge face à l’œuvre protéiforme de Chantal Akerman.

S’ajoutent des projets tels que : 
- D’Est en musique, spectacle conçu avec les images du film D'Est de Chantal Akerman.
- Danses nocturnes, avec Charlotte Rampling, où se rencontrent les œuvres de Benjamin Britten et de Sylvia Plath.
- Navire Night de Marguerite Duras, avec Fanny Ardant.

## Discographie
- Little Girl Blue, from Nina Simone, Naïve, 2014, avec Bruno Fontaine et Laurent Kraif
- Vita Monteverdi Scelsi, Naïve, 2011
- Chants juifs, Naïve, 2010
- Chants d'Est sur le sentier recouvert, Naïve, 2009
- Brahms - Bach, Sony-BMG, 2007
- En Concerto, Sony-BG, 2006
- Rachmaninov : après un rêve, avec Imogen Cooper, Sony-BMG, 2002
- Au commencement Monteverdi, Sony-BMG, 2001
- Schubert Trios / Arpeggione Sonata, Sony-BMG, 1998
- L'Ecclesiaste, avec Sami Frey, RCA, 1996
- Un Divan à New York (B.O.F), RCA, 1996

### Participation
- Château de sable, sur l'album Beau Repaire de Jacques Higelin, 2013